# Poecilopharis flavens
Poecilopharis flavens är en skalbaggsart som beskrevs av Heller 1916. Poecilopharis flavens ingår i släktet Poecilopharis och familjen Cetoniidae. Inga underarter finns listade i Catalogue of Life.